# Shimao International Plaza
Shimao International Plaza (上海世茂国际广场) er en 333 meter høj skyskraber i Huangpu-distriktet i Shanghai. Bygningen har 60 etager og bruges til kontorer. Den stod færdig i 2005.
Alle etagerne i skyskraberen bruges til kontorer undtagen det fem øverste. Der ligger det femstjernede luksus hotel Le Royal Méridien Shanghai, .
31°14′04″N 121°28′18″Ø / 31.23444°N 121.47167°Ø